# Trichomycterus arleoi
Trichomycterus arleoi es una especie de peces de la familia Trichomycteridae en el orden de los Siluriformes.

## Morfología
• Los machos pueden llegar alcanzar los 5,2 cm de longitud total.

## Distribución geográfica
Se encuentra en Venezuela.